# Terminalia sericocarpa
Terminalia sericocarpa är en tvåhjärtbladig växtart som beskrevs av Ferdinand von Mueller. Terminalia sericocarpa ingår i släktet Terminalia och familjen Combretaceae. Inga underarter finns listade i Catalogue of Life.